# 우에오무이테아루코
"우에오무이테아루코"(일본어: 上を向いて歩こう→위를 향해 걷자, 영어: Sukiyaki, Ue o Muite Arukō)는 사카모토 규의 노래이다. 작사는 에이 로쿠스케, 작곡은 나카무라 하치다이, 프로듀서는 구사노 고지가 하였다. 1963년에 빌보드 핫 100에서 1위를 한 노래로, 일본인 최초이자 아시아권에서 최초로 1위를 한 노래이다.